# 정연준
정연준(1968년 1월 5일 ~ )은 대한민국의 가수이자 작곡가이다.

## 학력
- 한양대학교

## 음반

### 개인 음반
- 《하루하루 지나가면》 (1993년)
- 《Sad Christmas》 (2015년)

### 모래시계
- 《모래시계》 (1990년)

### 슬로우 잼
- 《다가와》 (2005년)
- 《Midnight Love》 (2005년)
- 《Crazy Night》 (2007년)

### 솔타운
- 《My Lady》 (2007년)
- 《Love Drive》 (2007년)